# Preslava
Petia Koleva Ivanova (bulgară: Петя Колева Иванова; n. 26 iunie 1984, Dobrici, Bulgaria), mult mai cunoscută după numele de scenă Preslava (bulgară: Преслава), este una dintre cele mai de succes cântărețe bulgare de pop-folk.

## Discografie

### Albume
- Preslava (Преслава) (2004)
- Dyavolsko zhelanie (Дяволско желание) (2005)
- Intriga (Интрига) (2006)
- Ne sam angel (Не съм ангел) (2007)
- Pazi se ot priatelki (Пази се от приятелки) (2009)
- Kak ti stoi (Как ти стои) (2011)
- Zlatnite hitove na Payner 16 (Златните хитове на Пайнер 16) (2013)
- Hitovete na Preslava MP3 (Хитовете на Преслава MP3) (2014)

## Premii
| An   | Premii              | Categorie                                    | Cântec/Album                    | Rezultat |
| ---- | ------------------- | -------------------------------------------- | ------------------------------- | -------- |
| 2005 | Premiile Planeta TV | Debutul anului                               |                                 | Câștigat |
| 2006 | Premiile Planeta TV | Cel mai prosper artist                       |                                 | Câștigat |
| 2006 | Premiile Planeta TV | Cântecul anului                              | Dyavolsko zhelanie              | Câștigat |
| 2007 | Premiile Planeta TV | Cântăreața anului                            |                                 | Câștigat |
| 2007 | Premiile Planeta TV | Cântecul anului                              | I kogato samne                  | Câștigat |
| 2008 | Premiile Planeta TV | Cântăreața anului                            |                                 | Câștigat |
| 2008 | Premiile Planeta TV | Cântecul anului                              | Lazha e                         | Câștigat |
| 2009 | Premiile Planeta TV | Cântăreața anului                            |                                 | Câștigat |
| 2009 | Premiile Planeta TV | Albumul anului                               | Ne sam angel                    | Câștigat |
| 2009 | Premiile Planeta TV | Cea mai artistică prezență într-un videoclip | Novata ti                       | Câștigat |
| 2010 | Premiile Planeta TV | Cântăreața anului                            |                                 | Câștigat |
| 2010 | Premiile Planeta TV | Albumul anului                               | Pazi se ot priatelki            | Câștigat |
| 2010 | Premiile Planeta TV | Duetul anului                                | Ne mi prechi (feat. Konstantin) | Câștigat |
| 2015 | Premiile Planeta TV | Balada anului                                | Ako utre me gubish              | Câștigat |
| 2015 | Premiile Planeta TV | Cântăreața anului                            |                                 | Câștigat |
| 2016 | Premiile Planeta TV | Cântăreața anului                            |                                 | Câștigat |